# Farley Green
Farley Green is een gehucht in de civil parish Stradishall in het Engelse graafschap Suffolk. Farley Green komt in het Domesday Book (1086) voor als 'Farleia'. In het gehucht bevindt zich een boerderij uit de achttiende eeuw die op de Britse monumentenlijst staat.